# 파버나인
파버나인(Pavonine Co. Ltd.)는 대한민국의 금속표면처리 기업이다. 본사는 인천시 남동구 호구포로 33 남동공단 157블럭 4로트에 위치해 있으며 대표이사는 이재훈이다. 2023년 15억원 규모 자사주 취득 신탁계약을 연장하였다

## 상장
2014년 8월 4일에 공모가 12,500원에 코스닥 시장에 상장하였다.

## 담보 대출
대표이사가 보유 주식을 담보로 여러 기관에서 총 58억원의 주식담보 대출을 받아 상환하지 않고 기간을 재차 연장하였고 채권기관의 담보권 행사시 최대주주 지위 상실은 물론 주가하락의 원인이 될 우려가 존재한다.

## 참고문헌
1. ↑  파버나인, 15.00억원 규모 자사주 취득 신탁계약 연장 결정, 인포스톡데일리, 2023.12.22
2. ↑  최홍기, 파버나인 '최대주주' 이제훈 대표, 주담대 또 연장, 딜사이트, 2023.12.22